# Скербешув-Кольонія
Скербешув-Кольонія (пол. Skierbieszów-Kolonia) — село в Польщі, у гміні Скербешів Замойського повіту Люблінського воєводства.
У 1975-1998 роках село належало до Замойського воєводства.